# 4327 Ries
4327 Ries је астероид главног астероидног појаса са пречником од приближно 14,80 .
Афел астероида је на удаљености од 3,394 астрономских јединица (АЈ) од Сунца, а перихел на 2,147 АЈ.
Ексцентрицитет орбите износи 0,225, инклинација (нагиб) орбите у односу на раван еклиптике 16,669 степени, а орбитални период износи 1685,060 дана (4,613 године).
Апсолутна магнитуда астероида је 12,30 а геометријски албедо 0,097.
Астероид је откривен 24. маја 1982. године.